# Teatro Armando Cortez
O Teatro Armando Cortez é uma sala de espetáculos situada em Lisboa, no recinto da Casa do Artista. Seu nome é uma homenagem ao ator Armando Cortez. Foi inaugurada a 5 de Maio de 2003.
Para além de espectáculos, a sala é usada para debates abertos ao público, com diversas personalidades das mais diversas áreas. O principal é o Prós e Contras, transmitido semanalmente à 2ª Feira.
Este teatro é também utilizado para espetáculos de dança, como por exemplo "Angariação de Fundos - Dance Awards Las Vegas '17"

## Peças
| Ano  | Peça                              | Encenação         | Elenco                                                   |
| ---- | --------------------------------- | ----------------- | -------------------------------------------------------- |
| 2015 | Absolutamente Famosos             | Beto Coville      | Luís Aleluia, Noémia Costa e Joana Figueira              |
| 2015 | Show Park                         |                   |                                                          |
| 2016 | As Vedetas                        | Paulo Sousa Costa | Sofia Arruda e Joana Alvarenga                           |
| 2016 | A Mãe Biológica de Marilyn Monroe | Paulo Sousa Costa | Maria Emília Correia, Núria Madruga e Sara Salgado       |
| 2017 | Os 39 Degraus                     | Cláudio Hochman   | Rita Pereira, João Didelet, Martinho Silva e Pedro Perna |
| 2020 | Insónia                           | Roberto Pereira   | Fernando Mendes                                          |